# Antoni Mut Calafell
Antoni Mut Calafell (Palma, 1928 - 2017) va ser un historiador i arxiver mallorquí. Es llicencià en història a la Universitat de València (1951) i amplià estudis a la Universitat de Múnic (Alemanya). Fou arxiver interí a l'Arxiu del Regne de València (1951-1956), on feu l'inventari de la documentació de justícia. Fou professor auxiliar de llatí medieval a la Universitat de València. Reorganitzà l'arxiu, la biblioteca i la fototeca de la secció de cartografia d'Edicions Aguilar (1957-1958). Fou lector d'espanyol a les universitats de Montpeller i París (1959-1965). El 1965 ingressà en el Cos Facultatiu d'Arxivers, Bibliotecaris i Arqueòlegs. Va ser director de l'Arxiu del Ministeri de l'Habitatge (1966-67) i subdirector de l'Arxiu del Palau Reial, de Madrid.
Entre 1968 i 1970, la Direcció General d'Arxius li encarregà la preparació d'un Servei Nacional d'Informació Científica i Tècnica. Fou director de l'Arxiu del Regne de Mallorca (1975-1993), de l'Arxiu de l'Audiència Territorial de Balears i de l'Arxiu de la Delegació Provincial d'Hisenda. Va promoure la reforma de les instal·lacions de l'Arxiu del Regne de Mallorca, l'organització i l'inventari dels arxius municipals d'Alaró, Andratx, Búger, Campos, Costitx, Esporles, Sant Llorenç des Cardassar i Son Servera. Des de 1986, va ser professor del Departament de Ciències Històriques i Teoria de les Arts de la Universitat de les Illes Balears.
Va publicar un gran nombre d'articles sobre arxivística a diverses publicacions, com Estudis Baleàrics, Bolletí de la Societat Arqueològica Lul·liana, Mayurqa i Revista de Archivos, Bibliotecas y Museos. Va ser col·laborador de la Gran Enciclopèdia de Mallorca i el 2007 va rebre el Premi Ramon Llull.

## Obres
- Inventario de la documentación del real patrimonio balear. Siglo XIX (1980)
- Archivo del Palacio Real de Madrid. Inventario de la documentación de la bailía general del reino de Valencia (1980)
- Guía sumaria del archivo del Reino de Mallorca (1984).